# Des Far
Des Far es un cultivar de higuera de tipo higo común Ficus carica, unífera (con una sola cosecha por temporada, los higos de otoño), con higos de epidermis con color de fondo morado oscuro en la parte inferior con sobre color rojo amarillento en la parte superior del higo. Se cultiva en la colección de higueras de Montserrat Pons i Boscana en Llucmajor, Islas Baleares.

## Sinonimia
- “Des Far de Cala Figuera”,[4][6][7]
- “D'Es Faro”

## Historia
Actualmente la cultiva en su colección de higueras baleares Montserrat Pons i Boscana, rescatada de un ejemplar o higuera madre cultivada y localizada en una parcela propiedad de Eusebio Talón Rodriguez técnico en señales marítimas, verdadero descubridor de esta higuera pues en 1971 fue destinado como técnico en el faro de "Cala Figuera" de Calviá. Descubrió la higuera en el interior de una grieta de dos rocas, azotada por el mar, la podó, dándole forma y cultivo, y en 1975 por razones de mejora de las instalaciones del faro se tuvo que arrancar la higuera. Entonces cogió un rebrote enraizado y lo plantó en su parcela convirtiéndolo en árbol domesticado. Al poco tiempo empezó a dar fruto de manera esporádica, dando higos de muy buena calidad.
La variedad 'Des Far' (Far:Faro, en catalán) se llama así por el origen donde se crio de semilla la higuera silvestre.

## Características
La higuera 'Des Far' es una variedad unífera de tipo higo común. Árbol de vigorosidad mediana, copa deforme y de ramaje esparcido bastante claro, así como su follaje, con nula emisión de rebrotes. Sus hojas son de 3 lóbulos en su mayoría, menos de 5 lóbulos y pocas de 1 lóbulo. Sus hojas con dientes presentes márgenes serrados poco marcados, con ángulo peciolar agudo. 'Des Far' tiene poco desprendimiento de higos, poco rendimiento productivo y periodo de cosecha prolongado con recolección tardía. La yema apical cónica de color verde amarillento.
Los frutos de la higuera 'Des Far' son higos de un tamaño de longitud x anchura:42 x 53mm, con forma ovoidal, que presentan unos frutos medianos-grandes, simétricos en la forma, uniformes en las dimensiones, de unos 28,980 gramos en promedio, cuya epidermis es de un grosor mediano, de consistencia mediana, color de fondo morado oscuro en la parte inferior con sobre color rojo amarillento en la parte superior del higo. Ostiolo de 0 a 2 mm con escamas pequeñas oscuras. Pedúnculo de 3 a 10 mm troncocónico verde rojizo. Grietas longitudinales muy finas. Costillas poco marcadas. Con un ºBrix (grado de azúcar) de 23 de sabor dulce, con color de la pulpa rojo granate. Con cavidad interna  pequeña, con aquenios pequeños y pocos. Los frutos maduran durante un periodo de cosecha muy prolongado, de un inicio de maduración de los higos sobre el 18 de agosto al 16 de noviembre. Cosecha de buena calidad con poco rendimiento productivo y periodo de cosecha muy prolongado.
Se usa en fresco, en alimentación humana. Difícil abscisión del pedúnculo y buena facilidad de pelado. Bastante resistentes a las lluvias y a la apertura del ostiolo. Mediana susceptibilidad al desprendimiento.

## Cultivo
'Des Far', se utiliza en fresco en alimentación humana. Se está tratando de recuperar de ejemplares cultivados en la colección de higueras baleares de Montserrat Pons i Boscana en Llucmajor.